# A Minecraft Movie
A Minecraft Movie is een  Amerikaanse komische fantasy-avonturenfilm uit 2025, geregisseerd door Jared Hess. De film is gebaseerd op het computerspel Minecraft uit 2011. De hoofdrollen worden vertolkt door Jason Momoa, Jack Black, Danielle Brooks, Emma Myers en Sebastian Hansen.

## Verhaal
Vier buitenbeentjes worden door een portaal getrokken naar een kubistische wereld die gedijt op verbeelding en hebben geen andere keus dan de wereld onder de knie te krijgen, terwijl ze op een missie gaan met een bouwexpert genaamd Steve.

## Rolverdeling
| Acteur            | Personage                          | Nederlandse stem  | Vlaamse Stem        |
| ----------------- | ---------------------------------- | ----------------- | ------------------- |
| Jason Momoa       | Garrett "The Garbage Man" Garrison | Edwin Jonker      | Pieter-Jan De Paepe |
| Jack Black        | Steve                              | Simon Zwiers      | Roel Vanderstukken  |
| Danielle Brooks   | Dawn                               | Peggy Sandaal     | Sali Haidara        |
| Emma Myers        | Natalie                            | Eva Kolsteren     | Veerle Dejaeger     |
| Sebastian Hansen  | Henry                              | Aïden Joshua Maij | Marius De Saeger    |
| Jennifer Coolidge | Adjunct-directeur Marlene          | Donna Vrijhof     |                     |
| Rachel House      | Malgosha                           | Jelka van Houten  | Tine Embrechts      |
| Jared Hess (stem) | Generaal Chungus                   | Nick Toet         | Guga Baúl           |
| Matt Berry (stem) | Nitwit                             | Philip Freriks    | Bert De Kock        |

Overige Nederlandse stemmen worden gedaan door Mick Schellens, Alex Klein en Sarah Verhoeven.

## Productie
In februari 2014 werden de eerste plannen voor een Minecraft-filmadaptatie aangekondigd toen bedenker Markus Persson onthulde dat Mojang Studios (toen Mojang AB) in gesprek was met Warner Bros. Pictures voor de ontwikkeling van het project, met Roy Lee en Jill Messick als producenten. Tijdens de ontwikkeling werden aanvankelijk de filmmakers Shawn Levy, Rob McElhenney en Peter Sollett ingehuurd om te regisseren, terwijl schrijvers Kieran en Michele Mulroney, Jason Fuchs, Aaron en Adam Nee en Allison Schroeder werden toegevoegd. In april 2022 raakte Legendary Entertainment erbij betrokken, en werd Jared Hess ingehuurd als de nieuwe regisseur, met Jason Momoa in gesprek om de hoofdrol te spelen. Verdere casting vond plaats van mei 2023 tot januari 2024. 

### Filmopnames
De belangrijkste filmopnames gingen in januari 2024 van start in Nieuw-Zeeland en werden medio april 2024 afgerond.

## Release en ontvangst
A Minecraft Movie ging op 30 maart 2025 in première in Leicester Square, Londen. De film kreeg middelmatige kritieken van de filmcritici, met een score van 48% op Rotten Tomatoes, gebaseerd op 186 beoordelingen.
Op 13 mei 2025 werd de film uitgebracht voor digitale download, vanaf 20 juni wordt de film op HBO Max uitgebracht en op 24 juni op Ultra HD Blu-ray, Blu-ray en dvd.

### Kassaopbrengsten
A Minecraft Movie ging op 4 april 2025 in de Amerikaanse bioscopen in première naast Hell of a Summer met de verwachting van een bruto-opbrengst in het openingsweekend van 65 à 70 miljoen Amerikaanse dollars in 3400 bioscopen. De film bracht uiteindelijk 157 miljoen dollar op in zijn openingsweekend en eindigde daarmee op de eerste plaats aan de kassa. De film overtrof daarmee The Super Mario Bros. Movie als meest winstgevende openingsweekend voor een film gebaseerd op een videogame. Op 6 april 2025 had de film, samen met de opbrengst van 144 miljoen dollar in de andere gebieden, een totale opbrengst van 301 miljoen dollar.

## TikTok-trend
A Minecraft Movie heeft wereldwijd gezorgd voor onrust in bioscopen vanwege een TikTok-trend. Tijdens een specifieke scène waarin een chicken jockey verschijnt – een babyzombie die op een kip rijdt – reageerden bezoekers uitbundig. Ze juichten, gooiden popcorn en sommigen brachten zelfs echte kippen mee naar de zaal. Acteur Jack Black, die de hoofdrol speelt in de film, heeft tijdens een verrassingsbezoek aan een bioscoop in Los Angeles het publiek op humoristische wijze gewaarschuwd om zich te gedragen en vooral niet mee te doen aan de trend.